# Ulrike Almut Sandig
Ulrike Almut Sandig (n. 15 mai 1979, în Großenhain este o scriitoare germană.

## Viața și opera
Din 2005, Ulrike Almut Sandig a scris cărți de poezie și proza. Poemele lui Sandig au apărut în publicații și antologii, calendare, reviste, precum și pe Internet. Dintre publicaþiile mai recente se impun a fi amintite textele apărute în antologie a lui Jan Wagner și Björn Kuhligk Lyrik von JETZT Zwei (2008) și antologie a lui Axel Kutsch Versnetze. Poezia germană contemporană (2008).
Ulrike Almut Sandig trăiește în Leipzig.

## Cărți publicate (selecție)
- Dickicht. Versuri (2011).
- Unter Wasser, teatru radiofonic (2010).
- Flamingos, proza (2010).
- Hush little Baby, teatru radiofonic (2008).
- Streumen. Versuri (2007).
- der tag, an dem alma kamillen kaufte, teatre radiofonic muzical, cu Marlen Pelny (2006).
- Zunder. Versuri (2005).

## Distincții
- 2006: Premiul literar Meran
- 2006: Premiul literar Hertha Koenig
- 2007: Stipendium Künstlerhaus Lukas Ahrenshoop
- 2007: Stadtschreiberin von Sydney
- 2008: Stipendium im Künstlerhaus Edenkoben
- 2008: Premiul literar Ernst Meister
- 2009: Premiul Lessing-Preis des Freistaates Sachsen
- 2009: Premiul literar Leonce und Lena
- 2010: Silberschweinpreis Lit.Cologne Köln
- 2010: Stipendium des Bodman-Hauses Gottlieben
- 2010: Stadtschreiberin von Helsinki
- 2010: Buchpreis der unabhängigen Verlage[5]

## deLucrări de prezentare a scriitorului (selecție)
- Kurt Drawert: Flamingos
- Michael Braun: Streumen

## deLegături externe
- de Ulrike Almut Sandig în Catalogul Bibliotecii Naționale a Germaniei (Informații despre Ulrike Almut Sandig • PICA • Căutare pe site-ul Apper)
- Website Ulrike Almut Sandig
- Ulrike Almut Sandig în Poetenladen